# Liste von Sakralbauten in Rosenheim
Die Liste von Sakralbauten in Rosenheim listet nach Konfessionen unterteilt die Kirchengebäude und sonstigen Sakralbauten in der kreisfreien, oberbayrischen Stadt Rosenheim auf.

## Römisch-katholische Kirchen und Kapellen
| Bild | Inneres | Name                                                | Stadtteil/Lage                                           | Bauzeit         | Anmerkungen/Baustil |
| ---- | ------- | --------------------------------------------------- | -------------------------------------------------------- | --------------- | --- |
|      |         | St. Nikolaus                                        | Rosenheim Ludwigsplatz 1 (Standort)                      | 1881            | Neugotisches Kirchengebäude; 2006 Renovierung und Umgestaltung des Innenraumes denkmalgeschützt |
|      |         | Heilig Geist                                        | Rosenheim Heilig-Geist-Straße 1 (Standort)               | ~ 1450          | Ehemalige Spitalkirche und Privatkapelle denkmalgeschützt |
|      |         | St. Joseph                                          | Rosenheim Innstraße 6 (Standort)                         | 1619            | Ehemalige Spitalkirche denkmalgeschützt |
|      |         | St. Sebastian                                       | Rosenheim Klosterweg 22 (Standort)                       | 1890            | Neoromanische Klosterkirche der Kapuziner denkmalgeschützt |
|      |         | Christkönig                                         | Rosenheim Kardinal-Faulhaber-Platz 8, 10 (Standort)      | 1929            | Größtes Kirchengebäude der Stadt im Stil der Neuen Sachlichkeit; Bemerkenswert ist das große Altarfenster, welches den Kirchenraum im Osten auf der gesamten Breite und Höhe abschließt und in ein farbiges Licht taucht. denkmalgeschützt |
|      |         | St. Hedwig                                          | Rosenheim Austraße 36 (Standort)                         | 1958            | |
|      |         | St. Michael                                         | Rosenheim Westerndorfer Str. 43 (Standort)               | 1978            | Flacher Rundbau |
|      |         | Loretokapelle                                       | Rosenheim Ebersberger Straße 1 (Standort)                | 1636            | Barocke Wallfahrtskapelle denkmalgeschützt |
|      |         | Roßackerkapelle „Zu den heiligen Sieben Zufluchten“ | Rosenheim Am Roßacker 5 (Standort)                       | 1737            | Barocke Wallfahrtskapelle denkmalgeschützt |
|      |         | St. Stephan                                         | Aising Aisinger Straße 79 (Standort)                     | 15. Jh.         | denkmalgeschützt |
|      |         | St. Quirinus                                        | Fürstätt Fürstätt 29 (Standort)                          | 15. Jh.         | Spätgotische Filialkirche denkmalgeschützt |
|      |         | Rosenkranzkönigin                                   | Fürstätt Am Gangsteig 2 (Standort)                       | 1936            | denkmalgeschützt |
|      |         | St. Martin                                          | Happing Inntalstraße 16 (Standort)                       | 1780            | Barocke Pfarrkirche denkmalgeschützt |
|      |         | Heilig Blut am Wasen                                | Heilig Blut Zugspitzstraße 13 (Standort)                 | 1508– 1687      | Barocke Wallfahrtskirche denkmalgeschützt |
|      |         | Heilige Familie                                     | Kastenau Kastenauer Str. 32 (Standort)                   | 1939            | |
|      |         | St. Josef                                           | Oberwöhr Krainstraße 23 (Standort)                       | 1961            | |
|      |         | Mariä Himmelfahrt                                   | Pang Grünthalweg 1 (Standort)                            | 1853            | Neoromanisches Kirchengebäude denkmalgeschützt |
|      |         | St. Johann Baptist und Heilig Kreuz                 | Westerndorf am Wasen Am Wasen 70 (Standort)              | 1691            | Die barocke Kirche ist weitbekannt für ihre gewaltige Zwiebelkuppel, welche sich über dem kreisrunden Kirchenraum erhebt und auch von der benachbarten Bundesautobahn A8 sichtbar ist. denkmalgeschützt                                    |
|      |         | St. Peter                                           | Westerndorf St. Peter Westerndorfer Straße 82 (Standort) | 15. Jh.         | denkmalgeschützt Der Ortsteil Westerndorf St. Peter ist nicht zu verwechseln mit Westerndorf am Wasen. |
|      |         | Hofkapelle                                          | Hohenofen Hohenofener Straße 49 (Standort)               | bezeichnet 1897 | mit Lourdesgrotte und Schablonenmalereien denkmalgeschützt |

## Evangelisch-landeskirchliche Kirchen (Evangelisch-Lutherische Kirche in Bayern)
| Bild | Inneres | Name              | Stadtteil / Lage                         | Bauzeit | Anmerkungen / Baustil                        |
| ---- | ------- | ----------------- | ---------------------------------------- | ------- | -------------------------------------------- |
|      |         | Erlöserkirche     | Rosenheim Königstraße 21 (Standort)      | 1886    | Neugotisches Kirchengebäude denkmalgeschützt |
|      |         | Apostelkirche     | Rosenheim Herderstraße 1 (Standort)      | 2002    | Moderner Rundbau                             |
|      |         | Versöhnungskirche | Aisingerwies Severinstraße 13 (Standort) | 1986    |                                              |

## Weitere Kirchengebäude
| Bild | Inneres | Name                   | Konfession                 | Stadtteil / Lage     | Bauzeit    | Anmerkungen |
| ---- | ------- | ---------------------- | -------------------------- | -------------------- | ---------- | ----------- |
|      |         | Allerheiligenkirche    | alt-kath.                  | Rosenheim (Standort) | ~ 1960     |             |
|      |         | Neuapostolische Kirche | neuap.                     | Rosenheim (Standort) | 1973/ 2014 |             |
|      |         | Adventgemeinde         | Siebenten-Tags-Adventisten | Rosenheim (Standort) | ~ 1960     |             |

## Moscheen
- Al-Madina Moschee, Islamische Federation Rosenheim, Schießstattstraße 1A
- DITIB Moschee Rosenheim, Georg-Aicher-Straße 3/3a
- IGMG Fatih Moschee Rosenheim